# منطقه کانتو
منطقه کانتو (به ژاپنی: 関東地方) یکی از منطقه‌های کشور ژاپن است.
این منطقه در جزیرهٔ هونشو واقع شده‌است و یک کلان‌شهر و ۶ استان را در بر می‌گیرد.
کانتو بزرگ‌ترین منطقه دارای زمین‌های کشاورزی پیوسته در ژاپن است. ۴۰ درصد از این منطقه را «دشت کانتو» پوشانده است.
استان‌ها و کلان‌شهر:
1. توکیو (کلان‌شهر)
2. گونما
3. توچیگی
4. ایباراکی
5. سایتاما
6. چیبا
7. کاناگاوا

این شهر با شهر آمل خواهر خوانده است.

## پیشینه
کانتو در حدود سال ۱۶۰۰ مهم‌ترین ناحیه ژاپن شد زیرا توکوگاوا ایه‌یاسو به عنوان دایمیو (حاکم زمین‌دار) این منطقه گمارده شد.
وی کاخی در دهکده کوچک ماهیگیری ادو ساخت و بعدها که وی شوگون شد ادو نیز تبدیل به مرکز حکومتی ژاپن گردید. نام ادو در دوران میجی به توکیو تغییر یافت.